# San Antonio, Las Choapas
San Antonio är en ort i Mexiko.   Den ligger i kommunen Las Choapas och delstaten Veracruz, i den sydöstra delen av landet, 600 km öster om huvudstaden Mexico City. San Antonio ligger 19 meter över havet och antalet invånare är 121.
Terrängen runt San Antonio är huvudsakligen platt, men åt sydväst är den kuperad. Runt San Antonio är det ganska glesbefolkat, med 29 invånare per kvadratkilometer. Närmaste större samhälle är Alto Uxpanapa, 3,3 km söder om San Antonio. Omgivningarna runt San Antonio är en mosaik av jordbruksmark och naturlig växtlighet.